# Ars (film)
Pour les articles homonymes, voir Ars.
 (juillet 2025).
Pour plus de détails, voir Fiche technique et Distribution.
Ars est un court métrage français réalisé par Jacques Demy, sorti en 1959.

## Synopsis
Le portrait de Jean-Marie Vianney (1786-1859), curé d'Ars-sur-Formans pendant quarante-et-un-ans, qui sera canonisé par Rome en 1925.

## Fiche technique
- Réalisation : Jacques Demy, assisté de Bernard Toublanc-Michel
- Commentaire écrit et dit par Jacques Demy, d'après des textes et prédications du curé d'Ars
- Directeur de la photographie : Lucien Joulin, assisté de Claude Robin
- Musique : Elsa Barraine
- Montage : Anne-Marie Cotret, assistée de Monique Teisseire
- Son : René Louge
- Production : Les Productions du Parvis
- Producteurs : Jean-Pierre Chartier et Philippe Dussart
- Société de distribution : Ciné Tamaris
- Pays :  France
- Genre : biographie
- Format : noir et blanc - 1 x 1.37 (laboratoire : GTC Joinville) - Pellicule : 35 mm - son : Mono enregistré aux Studios Marignan
- Durée : 16 minutes 28 secondes
- Visa de contrôle cinématographique : N° 22.935
- Date de sortie : Décembre 1960 (Journées Internationales du Court Métrage de Tours)

## Distribution
- Bernard T. Michel : un mauvais chrétien

## Le tournage
- Le film fut tourné lors de l'hiver 1959 à Ars-sur-Formans, particulièrement dans l'église (maintenant la Basilique), dans le presbytère et dans la maison du curé d'Ars.